# Alejandro Jiménez Sánchez
Alejandro Jiménez Sánchez (Madrid, 8 de mayo de 2005), más conocido como Álex Jiménez, es un futbolista español que juega como lateral derecho en el A. C. Milan de la Serie A de Italia. 

## Trayectoria
Natural de Madrid y criado en Talavera de la Reina, es un lateral derecho formado en las categorías inferiores del Talavera C. F. y en la U. D. Talavera desde 2010 a 2012, fecha en la que ingresaría en la cantera del Real Madrid para incorporarse al su equipo prebenjamín.
El 6 de mayo de 2022 renueva su contrato por el Real Madrid hasta 2027.
Álex iría quemando etapas en el conjunto blanco y en la temporada 2022-23, con apenas 17 años formaría parte del Real Madrid Castilla de la Primera Federación.
El 2 de octubre de 2022 hace su debut con el Real Madrid Castilla en un encuentro frente a la A. D. Alcorcón que acabaría con derrota por 4 goles a 1.
En julio de 2023 fue cedido al A. C. Milan Primavera de Italia, el equipo juvenil del club homónimo. La cesión fue por un año, hasta el 30/6/2024. Tras el buen desempeño durante la temporada, el Milan ficha definitivamente a Jiménez a finales de junio del 2024.

### Selección nacional
Alejandro fue internacional con la selección sub-17 de España y sub-19.

## Palmarés

### Torneos nacionales
| Título              | Club        | País   | Año  |
| ------------------- | ----------- | ------ | ---- |
| Supercopa de Italia | A. C. Milan | Italia | 2024 |